# 趙方寬
趙方寬（1948年—）中国第一汽车集团公司原總經理黨委書記。

## 生平
1948年出生於吉林省長春市，后畢業於吉林大學專業。1948年加入中国第一汽车集团前身為一汽車廠管理層及工作，直至2010年退休為止，在1968年至1991年間，委任一汽及长春汽车研究所所有範疇工作，包括铸模厂、铸造厂，宣传部等单位任车间副主任、副厂长、副处长、处长等职务，而在1991年至2010年期間，委任中国第一汽车集团公司若干旗下公司董事、包括总经理、黨委書記等所有工作。
他也是中国物流与采购联合会副会长、中国汽车物流协会副理事长、中国汽车铸造协会名誉会长、吉林省委决策咨询委員會委员等工作。